# Афгано-таджикский мост в Нижнем Пяндже
Афгано-таджикский мост в Нижнем Пяндже — двухполосный автомобильный мост через реку Пяндж длиной 672 м и 11,6 м в ширину. Мост построен через реку Пяндж, ближайший таджикистанский город — Нижний Пяндж, афганский город — Шерхан-Бандар. 26 августа 2007 года состоялось открытие моста.

## Строительство
Строительство моста обошлось примерно в 40 млн. долларов США, финансирование осуществлялось инженерными войсками США, проектированием и строительством занималась итальянская компания Rizzani de Eccher. Президент Таджикистана Эмомали Рахмон, президент Афганистана Хамид Карзай, а также министр торговли США Карлос Гутьеррес в церемонии открытия.

## Галерея

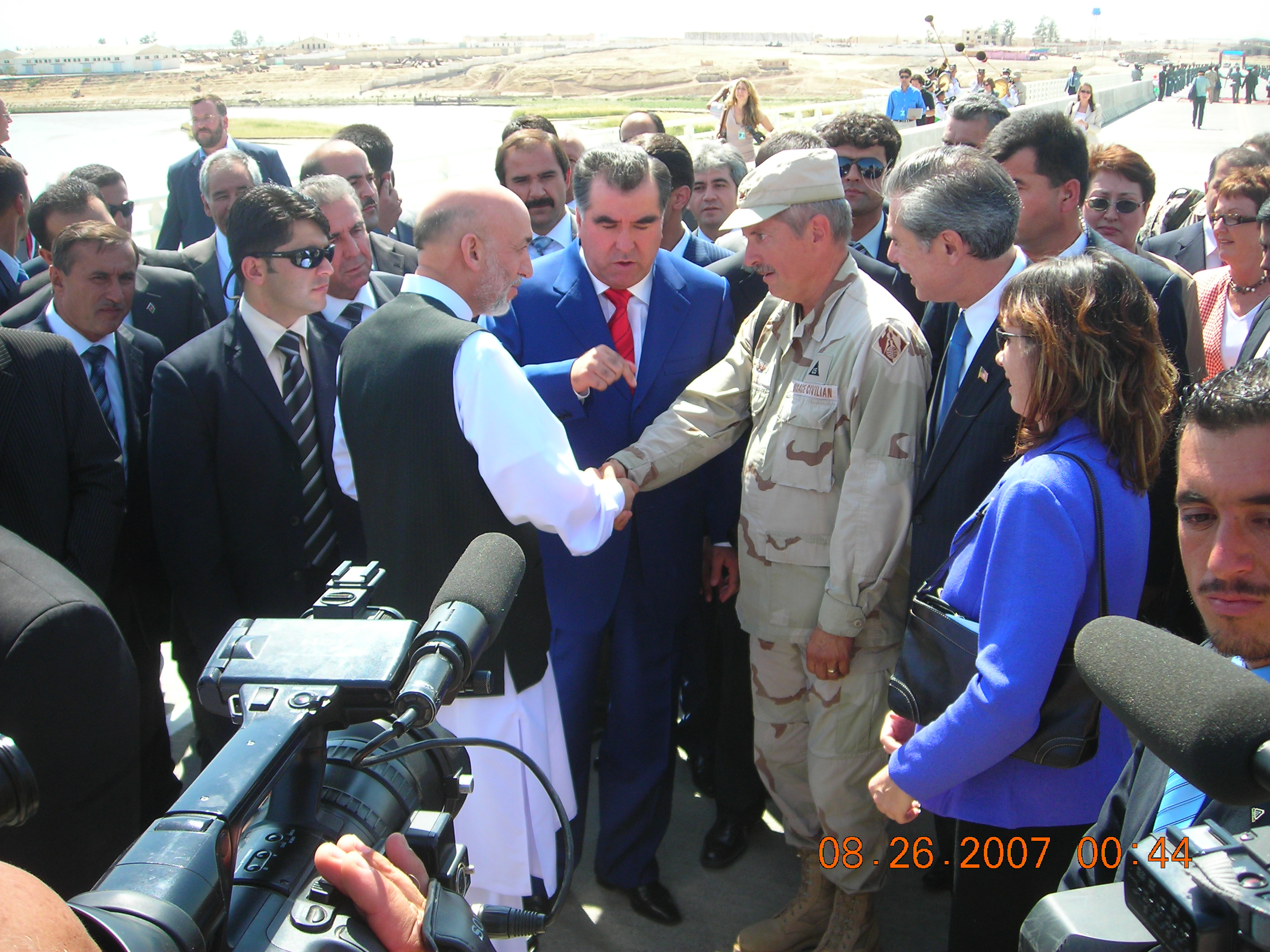
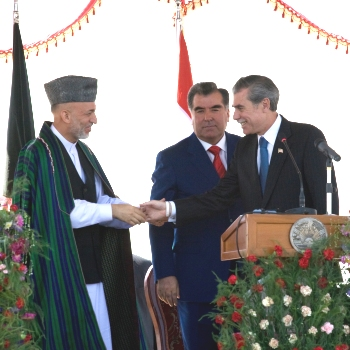